# Лимонник китайський
Лимонник китайський (лат. Schizandra chinensis) — одно- або дводомна дерев'яниста 
листяна зі специфічним запахом лимона деревна ліана родини лимонникових.
Витка рослина, стебла якої досягають довжини 4-8-10 (15) м. Листки чергові, оберненояйцевидні або загострено: еліптичні, цілокраї чи слабо зазубрені, з червоними черешками. Квітки роздільностатеві (одностатеві, рідко — двостатеві), переважно білі (бувають рожево-білі), ароматні, з воскоподібними членами оцвітини, по 3—5 у пазухах листків. Плід — соковита багатолистянка, що складається з численних червоних ягодоподібних одно- або двонасінних плодиків. Плоди оранжево-червоні. Цвіте у травні — червні. Плоди достигають у вересні - жовтні.

## Поширення
Рослина родом з лісів Північного Китаю та Далекого Сходу Росії.   На території України трапляється в колекціях науково-дослідних установ, на ділянках садоводів-любителів як декоративна, харчова і лікарська рослина.
Лимонник добре росте на досить родючих і зволожених ґрунтах, відрізняється високою зимостійкістю. Розмножується відводками, зеленими і здеревілими живцями, поділом куща і насінням.
Для присадибного садівництва в Україні представляють також інтерес цінні плодові рослини з лікувальними властивостями плодів: великоплідний глід Арнольда, вітамінні форми шипшини, барбарис, жимолость їстівна, зизифус (унабі) та ін..

## Заготівля і зберігання
Для лікарських потреб заготовляють зрілі плоди (лат. Fructus Schizandrae) і насіння лимонника (лат. Semen Schizandrae). Зібрані плоди 2—3 дні прив'ялюють під укриттям на вільному повітрі, а потім проводять штучне досушування в сушарках, починаючи при температурі 35—40° і закінчують при температурі 60°. Насіння виділяють із вичавків, які залишаються після переробки плодів на сік. Сушать насіння при температурі, не вищій за 50°. Готову сировину зберігають у полотняних мішках у сухому затіненому приміщенні, яке добре провітрюється.

## Хімічний склад
Плоди лимонника китайського містять до 20 % органічних кислот (лимонна, яблучна, винна та інші), флавоноїди, сапоніни, антрахінони, цукри, значну кількість вітаміну С (в сухих плодах до 500 мг%), лігнани дибензоциклооктадієнового ряду (схізандрин, схізандрол, у-схізандрин) та ефірну олію. В насінні є ефірна (до 2 % ) і жирна (до 33 %) олії. До складу останньої входять гліцериди ненасичених жирних кислот (лінолевої, олеїнової, ліноленової та інших), вітамін Е, схізандрин, схізандрол і у-схізандрин.

## Фармакологічні властивості і використання
Лимонник китайський відносять до рослин — стимуляторів центральної нервової системи. Галенові препарати лимонника підвищують розумову й фізичну працездатність, стійкість до несприятливих умов, регулюють кровообіг, збуджують дихання, посилюють гостроту зору, прискорюють звикання очей до темряви, активізують моторну й секреторну функції органів травлення, покращують обмін речовин, зменшують концентрацію цукру в крові при діабеті, стимулюють регенеративні процеси та імунобіологічні реакції й тонізують діяльність матки.
Показаннями до призначення лимонника китайського є фізична й розумова перевтома, підвищена сонливість, гіпотонія, астенічні й депресивні стани у психічних і нервових хворих, загальне виснаження у зв'язку з хронічними інфекційними захворюваннями та інтоксикаціями, в'ялогранулюючі рани і трофічні виразки. В акушерстві й гінекології препарати лимонника показані при ранніх токсикозах і гіпотензії вагітних, при астенії після патологічних пологів і порожнинних операцій та в клімактеричний період за умови нормального артеріального тиску.
Протипоказано вживати препарати лимонника при безсонні, гіпертонії, нервовому збудженні та органічних захворюваннях серцево-судинної системи. При передозуванні можливе перезбудження нервової й серцево-судинної системи.
Приймати препарати лимонника рекомендується натщесерце або через 4 години після їжі. Дія настає через 30—40 хвилин і триває 4—6 годин. Курс лікування — 20—25 днів.

## Галерея

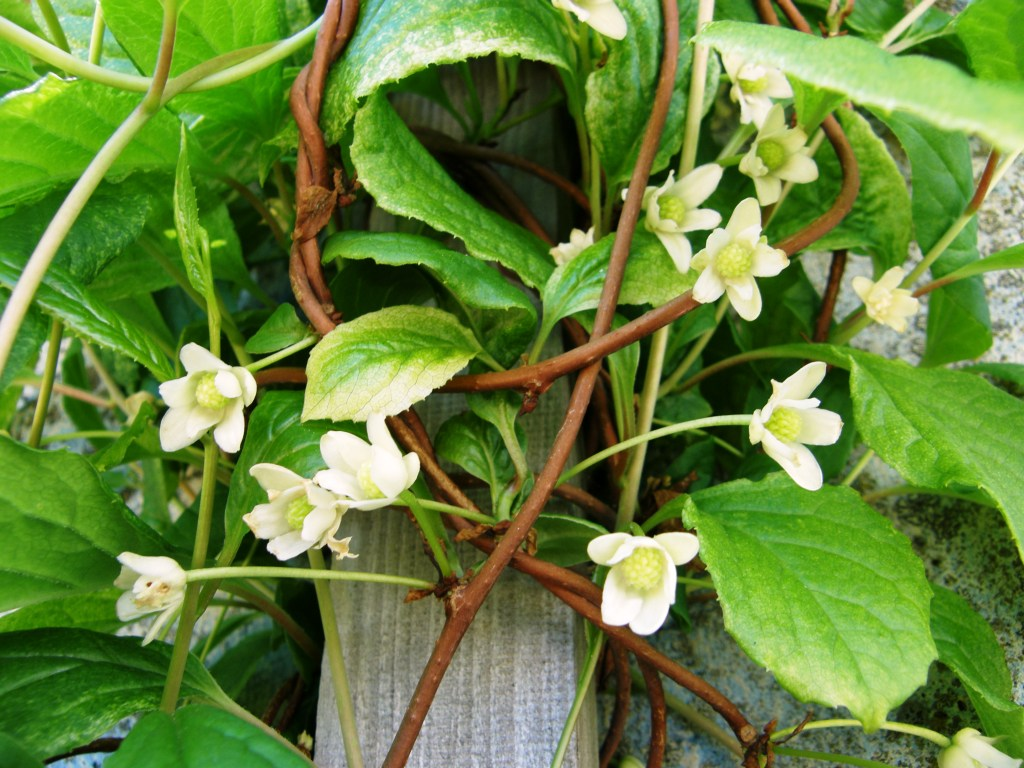
Квіти
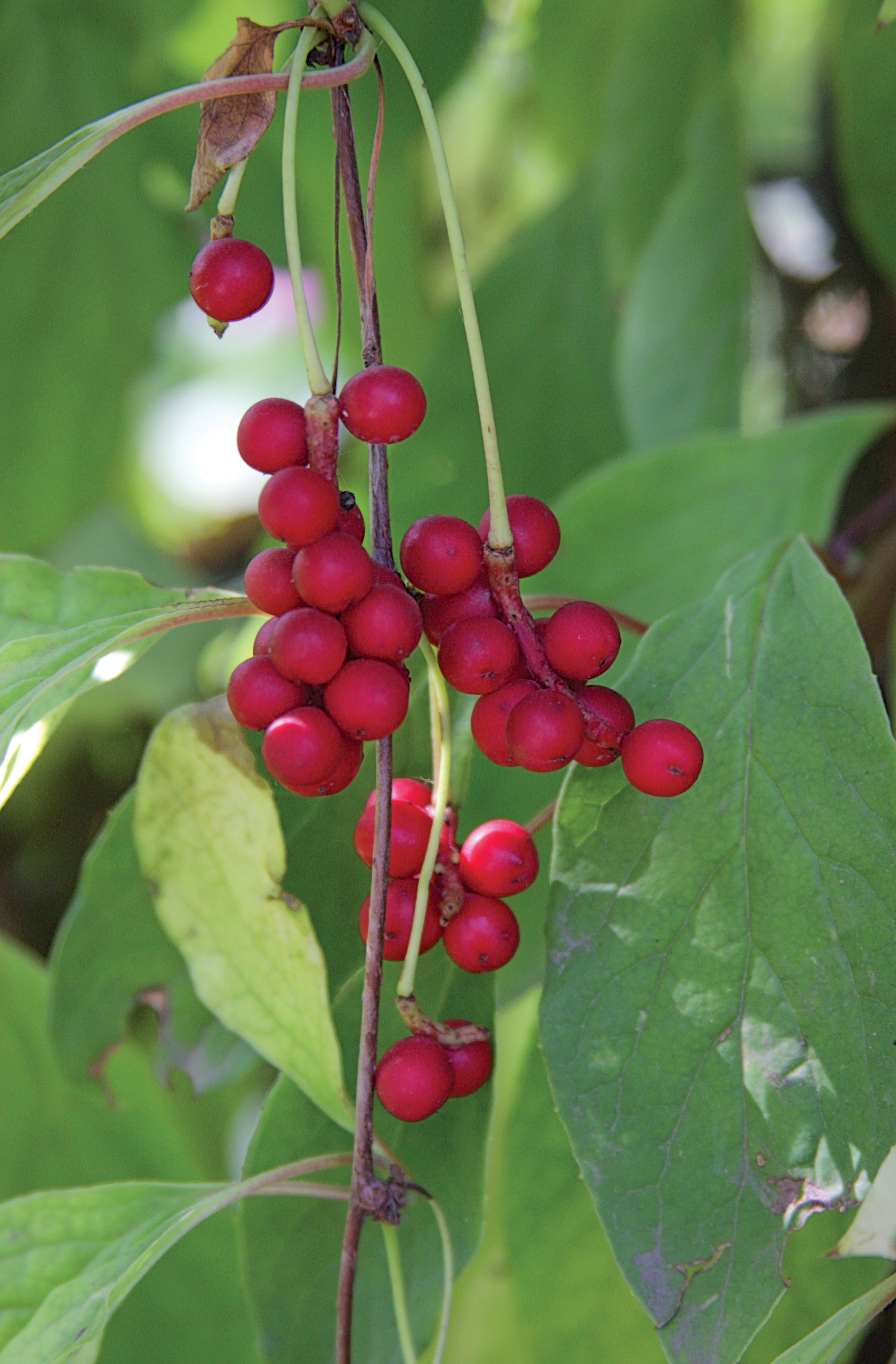
Плоди
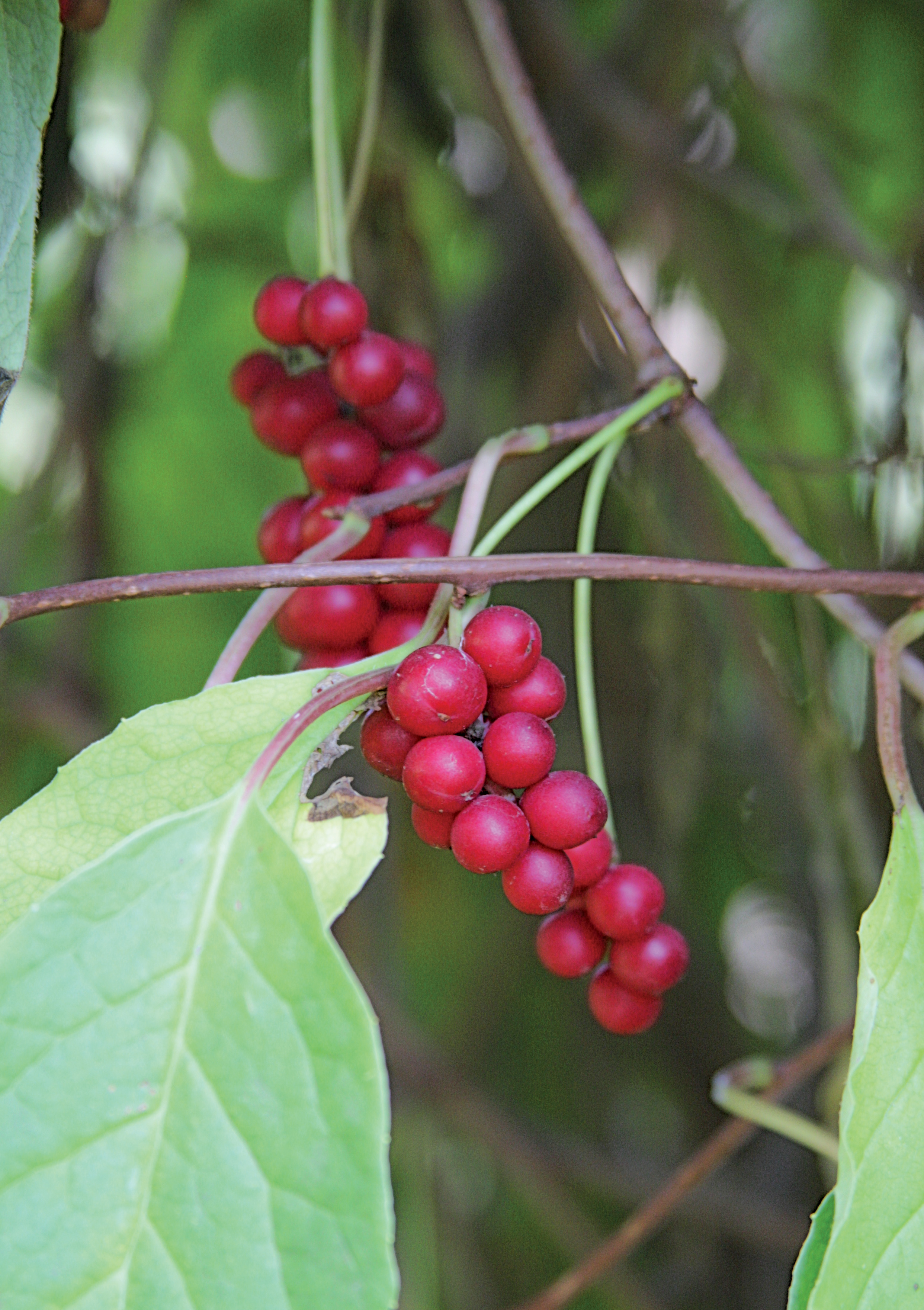
Плоди (фото №2)
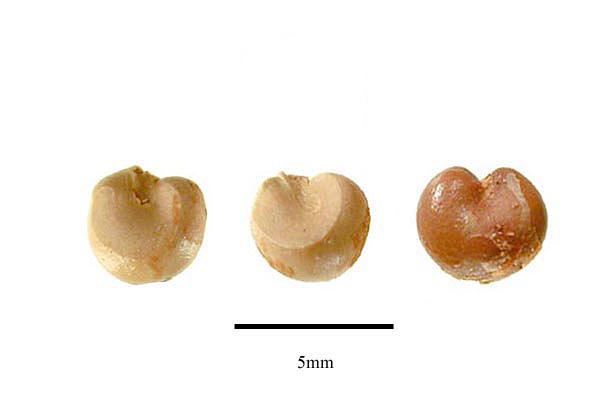
Насіння
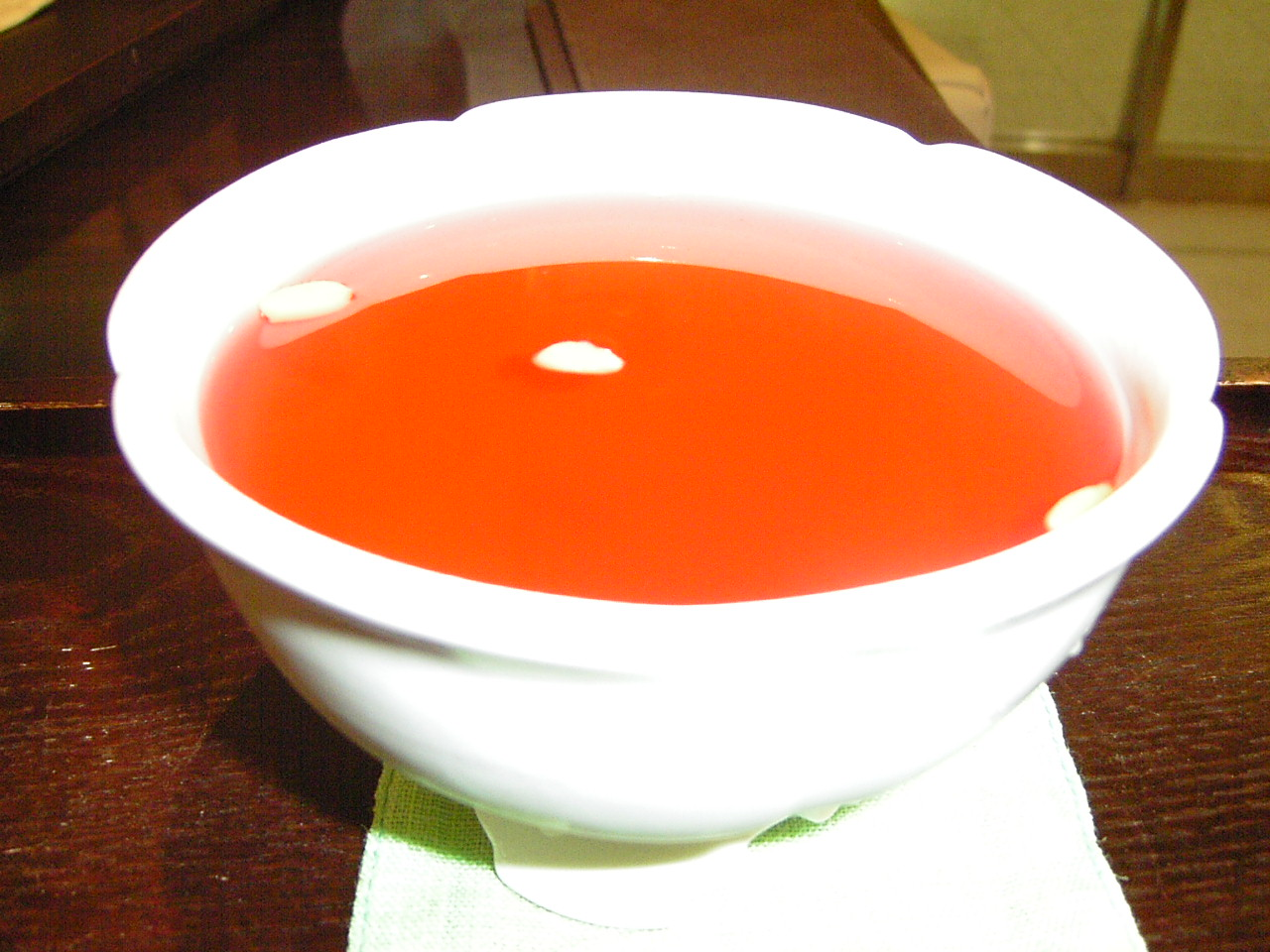
Чай з плодів лимонника